# Eva Thorné Bengtsson
Eva Ingegärd Bengtsson, känd som Eva Thorné Bengtsson, född 1 april 1910 i Östersunds församling i Jämtlands län, död 20 september 2003 i Lunds domkyrkoförsamling i Skåne län, var en svensk lärare och språkvetare.
Eva Thorné Bengtsson var dotter till fältläkaren Theodor Thorné och Gerda, ogift Eksandh. Efter studier blev hon filosofie licentiat vid Lunds universitet 1941 och filosofie doktor i romanska språk 1942 på avhandlingen Le développement de sens du suffixe latin -bilis en français. Hon var extralärare vid Katedralskolan i Lund 1944–1945 samt blev lektor vid högre allmänna läroverket i Hässleholm 1945 och vid  högre allmänna läroverket i Eslöv 1949 och vid Katedralskolan i Lund 1958, där hon tjänstgjorde till sin pensionering 1975. Hon var president för Europafederationen Soroptimist International 1976–1977.
Hon var 1934 till 1940 gift med förste kanslisekreteraren Hans Birger Hammar (1894–1960), son till kontraktsprosten Hans Birger Hammar den yngre och Maria Magnét. De fick sonen Hans Hammar (1936–2024). År 1943 gifte hon om sig med läkaren Lars Philip Bengtsson (1914–1996) och fick barnen Sven (född 1945) och Elisabet (född 1948).
Hon var ledamot av Nordstjärneorden. Makarna Bengtsson är begravda på Steninge kyrkogård i Halland.